# Az 1850-es évek a labdarúgásban
A következő események voltak a  labdarúgásban az 1850-es években a világon.

## Események
- 1857. október 24. – Megalapították Angliában, Sheffieldben a Sheffield F.C.-t. A klubot az FA és a Nemzetközi Labdarúgó-szövetség is a világ legrégebbi labdarúgó klubjának tekinti. Ez rendelkezik a legrégebbi okirattal, amely nem egyetemi klub volt.

## Születések
- 1850. március 14. – Francis Birley, angol labdarúgó
- 1852. ismeretlen dátum – Alexander Bonsor, angol labdarúgó
- 1854. január 25. – Segar Bastard, angol labdarúgó
- 1855. június 1. – Walter Buchanan, angol labdarúgó
- 1856. március 6. – Horace Barnet, angol labdarúgó
- 1856. november 12. – Joseph Beverley, angol labdarúgó
- 1857. július 9. – Norman Bailey, angol labdarúgó
- 1857. július 23. – Lindsay Bury, angol labdarúgó
- 1858. július 30. – Edward Bambridge, angol labdarúgó
- 1859. március 15. – Arthur Alfred Brown, angol labdarúgó
- 1859. április 29. – Rupert Anderson, angol labdarúgó